# Taphrinomycotina
De Taphrinomycotina (synoniem: Archaeascomycetes) vormen een onderstam van de ascomyceten. Tot de Taphrinomycotina behoort onder andere de perzikkrulziekte (Taphrina deformans). Vele soorten zijn parasieten.

## Kenmerken
Taphrinomycotina komen voor als eencelligen en als mycelium. Er zijn soorten die alleen als eencellige gisten leven en er zijn soorten, die zowel eencellig zijn en  hyfen vormen zoals de Taphrina-soorten.  Bij de geslachtelijke voortplanting worden uit tweekernige cellen asci gevormd. Er wordt geen ascocarp gevormd.

## LevenscyclusTaphrina
|  |  |

## Taxonomie
Taphrinomycotina is monofyletisch.
Tot de Taphrinomycotina behoren:
- Klasse Taphrinomycetes
  - Orde Taphrinales: Plantenschimmels
- Klasse Neolectomycetes
  - Orde Neolectales met maar een geslacht Neolecta: Saprobionten in bossen.
- Klasse Pneumocystidomycetes
  - Orde Pneumocystidales met maar een geslacht  Pneumocystis: Parasiet in de longen van zoogdieren
- Klasse Schizosaccharomycetes
  - Orde Schizosaccharomycetales: Saprobiont in suikerhoudende plantenuitscheidingen
- Klasse Archaeorhizomycetes: in 2011 nieuw beschreven[2]